# Dina Merrill
Dina Merrill (Nueva York, 29 de diciembre de 1923-East Hampton, 22 de mayo de 2017) fue una actriz, heredera, socialité, empresaria y filántropa estadounidense.

## Biografía

### Inicios
Su verdadero nombre era Nedenia Marjorie Hutton y nació en la ciudad de Nueva York el 29 de diciembre de 1923, aunque durante muchos años se dio como cierta la fecha del 9 de  diciembre de 1925. Era hija única de la heredera de la empresa Post Cereals Marjorie Merriweather Post y su segundo marido, el agente de bolsa de Wall Street Edward Francis Hutton, fundador de EF Hutton. Merrill tenía dos medias hermanas mayores que ella, Adelaide Breevort (Close) Hutton (26 de julio de 1908-31 de diciembre de 1998) y Eleanor Post Hutton (3 de diciembre de 1909-27 de noviembre de 2006), debido al primer matrimonio de su madre con Edward Bennett Close, abuelo de la actriz Glenn Close.
Merrill inició estudios en la Universidad George Washington, pero la dejó para ingresar en la American Academy of Dramatic Arts de Nueva York. Estudió interpretación en el HB Studio, bajo dirección de Uta Hagen. En 2005 la American Academy of Dramatic Arts le concedió un premio por su trayectoria artística.

### Carrera de actriz
Siguiendo el consejo del entonces marido de su media hermana, adoptó el nombre artístico de Dina Merrill, que tomó prestado de Charles E. Merrill, un famoso agente de cambio y bolsa, como su padre. Merrill debutó en el teatro con la obra The Mermaid Singing en 1945.
A finales de los años 1950, y en los 1960, se  cree que Merrill fue intencionadamente presentada como una sustituta de Grace Kelly, y en 1959 fue proclamada la "nueva Grace Kelly de Hollywood".
Entre las películas en las cuales actuó Merrill figuran Desk Set (1957), A Nice Little Bank That Should Be Robbed (1958), Don't Give Up the Ship (1959), Operation Petticoat (1959, con Cary Grant, que había estado casado con su prima, la heredera Barbara Hutton), Tres vidas errantes (1960), Butterfield 8 (1960), The Young Savages (1961), El noviazgo del padre de Eddie (1963), I'll Take Sweden (1965), The Greatest (1977), A Wedding (1978), Just Tell Me What You Want (1980), Anna to the Infinite Power (1983), Twisted (1986), Caddyshack II (1988), Fear (1990), True Colors (1991), The Player (1992), Suture (1993) y Shade (2003). También trabajó en diferentes telefilmes, como fue el caso de Seven in Darkness (1969), The Lonely Profession (1969), Family Flight (1972) y The Tenth Month (1979).
Igualmente, Merrill actuó en numerosas series televisivas, como en dos episodios de Batman, así como en diferentes entregas de Bonanza, The Bold Ones, The Love Boat, Quincy, M.E., Murder, She Wrote, Roseanne y La Niñera.
También para la televisión, en las décadas de 1960 y 1970 fue artista invitada en varios concursos y programas de panel, como fue el caso de Match Game, To Tell the Truth, What's My Line, y The Hollywood Squares.
Entre sus trabajos teatrales figuran su actuación en 1983 en el circuito de  Broadway en el musical On Your Toes, protagonizado por Natalia Makarova. En 1991 actuó en la pieza Wit & Wisdom.

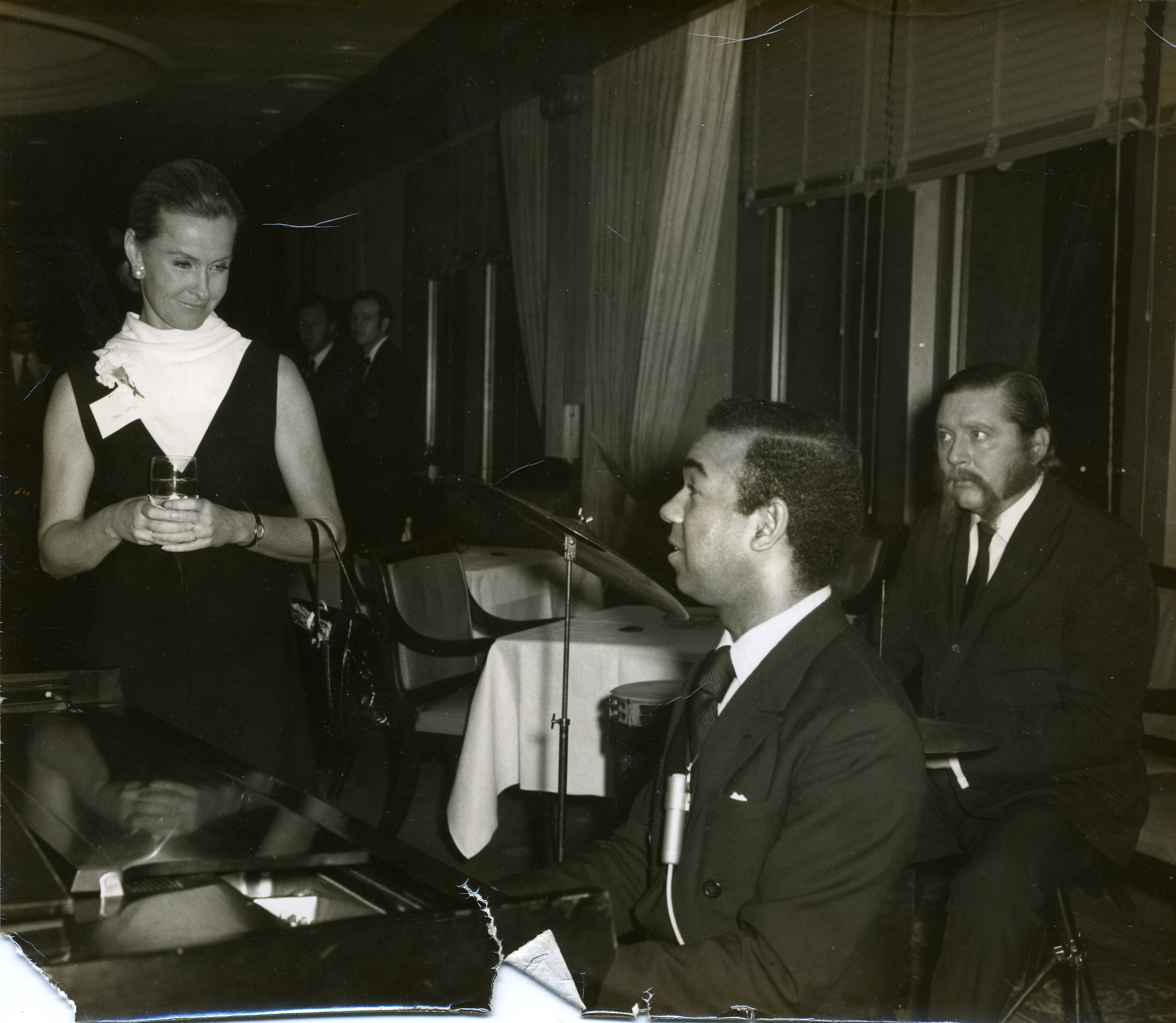
Merrill, Bobby Short y Dick Sheridan en Nueva York City (1970)

En 1991, Merrill y su tercer marido, Ted Hartley, fusionaron su empresa, Pavilion Communications, con RKO para formar RKO Pictures, la cual es propietaria intelectual de los estudios cinematográficos de RKO Radio Pictures.

### Dirección de empresas
Merrill fue designada por el Presidente de los Estados Unidos para formar parte de la junta directiva del Centro John F. Kennedy para las Artes Escénicas. Fue también fideicomisaria del Centro Teatral Eugene O'Neill y vicepresidenta de la New York City Mission Society. En 1980, Merrill ingresó en el consejo de administración de la empresa de su padre, EF Hutton, continuando en el consejo de directores y en el comité de compensación de Lehman Brothers cuando ésta adquirió Hutton, por un total de 18 años.

### Vida personal

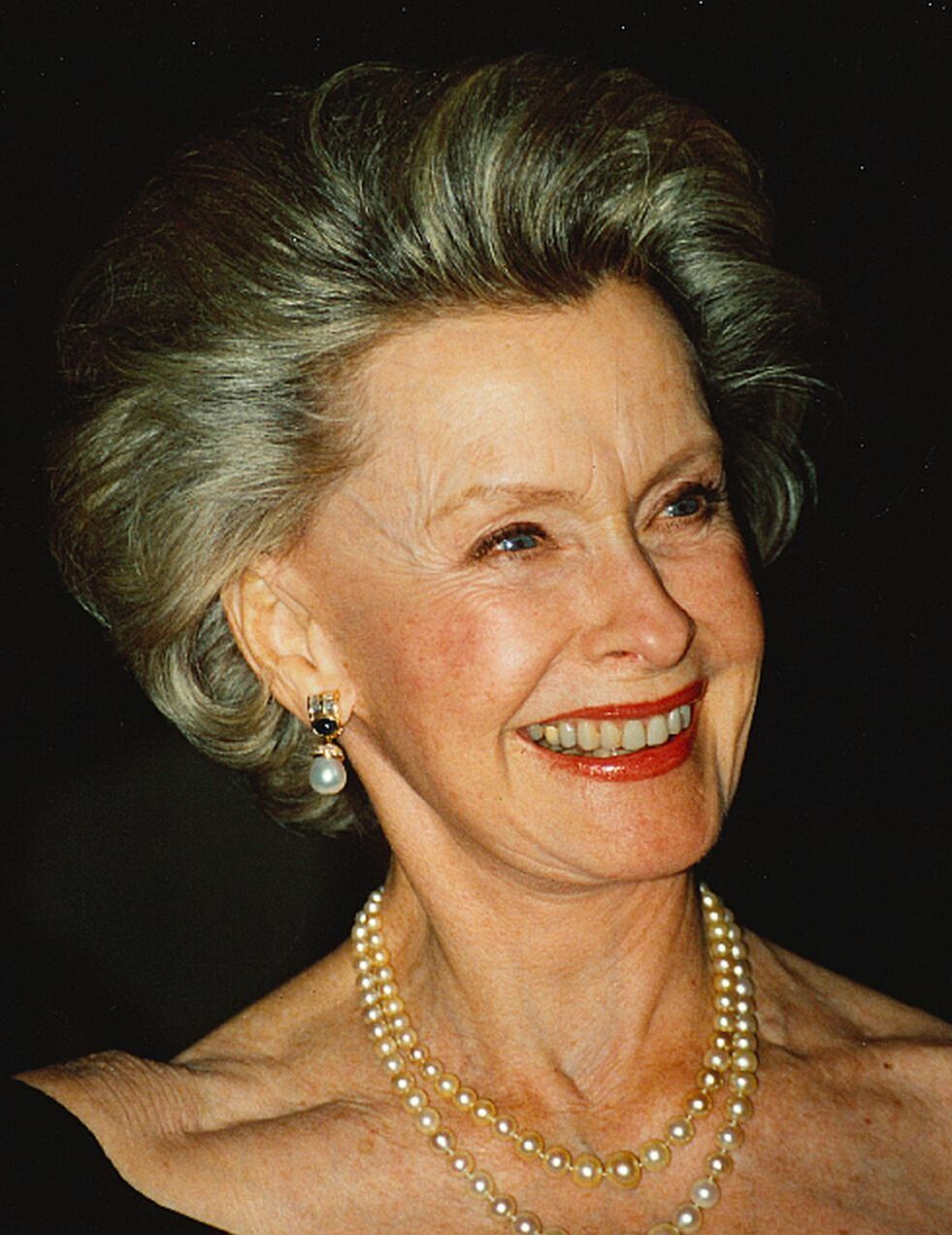
Merrill en 1999

Merrill se casó tres veces. En 1946 se casó con Stanley M. Rumbough Jr., heredero de la empresa Colgate-Palmolive y empresario. Tuvieron tres hijos, Nedenia Colgate Rumbough, David Post Rumbough, y Stanley Rumbough III, antes de divorciarse en 1966. A finales de ese mismo año se casó con el actor Cliff Robertson, con el que tuvo una hija, Heather Robertson (1968-2007). La pareja se divorció en 1986. Finalmente, en 1989 se casó con el productor Ted Hartley. 
Dos de los cuatro hijos de Merrill fallecieron antes que ella. La actriz falleció el 22 de mayo de 2017 en su casa en East Hampton, Nueva York. Sufría demencia con cuerpos de Lewy.

## Filmografía

### Cine
- 1957 : Desk Set, de Walter Lang
- 1958 : A Nice Little Bank That Should Be Robbed, de Henry Levin
- 1959 : Don't Give Up the Ship, de Norman Taurog
- 1959 : Operation Petticoat, de Blake Edwards
- 1959 : Catch Me If You Can, de Don Weis
- 1960 : BUtterfield 8, de Daniel Mann
- 1960 : Tres vidas errantes, de Fred Zinnemann
- 1961 : The Young Savages, de John Frankenheimer
- 1961 : Twenty Plus Two, de Joseph M. Newman
- 1963 : El noviazgo del padre de Eddie, de Vincente Minnelli
- 1965 : I'll Take Sweden, de Frederick De Cordova
- 1970 : Aru heishi no kake, de Keith Larsen y Koji Senno
- 1973 : Running Wild, de Robert McCahon
- 1974 : Throw Out the Anchor!, de John Hugh
- 1975 : The Meal, de John Hugh
- 1977 : The Greatest, de Tom Gries y Monte Hellman
- 1978 : Un día de boda, de Robert Altman
- 1980 : Just Tell Me What You Want, de Sidney Lumet
- 1983 : Anna to the Infinite Power, de Robert Wiemer
- 1986 : Twisted, de Adam Holender
- 1989 : Caddyshack II, de Allan Arkush
- 1990 : Fear, de Rockne S. O'Bannon
- 1991 : True Colors, de Herbert Ross
- 1992 : The Player, de Robert Altman
- 1993 : Suture, de Scott McGehee y David Siegel
- 1995 : Open Season, de Robert Wuhl
- 1995 : The Point of Betrayal, de Richard Martini
- 1996 : Milk & Money, de Michael Bergmann
- 1998 : Mighty Joe Young, de Ron Underwood
- 1999 : The Other Sister, de Garry Marshall
- 2003 : Shade, de Damian Nieman
- 2009 : Más allá de la duda, de Peter Hyams

### Televisión
- 1955 : Four Star Playhouse (Serie TV), 1 episodio
- 1956 : Playwrights '56 (Serie TV), 2 episodios
- 1956 : The Phil Silvers Show (Serie TV), 2 episodios
- 1958 : Climax! (Serie TV), 1 episodio
- 1958 : Playhouse 90 (Serie TV), 1 episodio
- 1959 : Sunday Showcase (Serie TV), 2 episodios
- 1960 : Westinghouse Desilu Playhouse (Serie TV), 1 episodio
- 1959 y 1960 : The DuPont Show of the Month (Serie TV), 2 episodios
- 1961 : Hong Kong (Serie TV), 1 episodio
- 1961 : The United States Steel Hour (Serie TV), 1 episodio
- 1961 : Westinghouse Presents: The Dispossessed (telefilm)
- 1961 : The Investigators (Serie TV), 1 episodio
- 1962 : Jaque mate (Serie TV), 1 episodio
- 1962 : Dr. Kildare (Serie TV), 1 episodio
- 1962 : The New Breed (Serie TV), 1 episodio
- 1962 : Kraft Mystery Theater (Serie TV), 1 episodio
- 1962 : The Dick Powell Show (Serie TV), 2 episodios
- 1962 : The Alfred Hitchcock Hour (Serie TV), 1 episodio
- 1962 : The Expendables (telefilm)
- 1963 : The Eleventh Hour (Serie TV), 1 episodio
- 1963 : Burke's Law (Serie TV), 1 episodio
- 1964 : Jackie Gleason: American Scene Magazine (Serie TV), 1 episodio
- 1964 : Rawhide (Serie TV), 1 episodio
- 1964 : Mickey (Serie TV), 1 episodio
- 1964 : The Crisis (Serie TV), 1 episodio
- 1964 y 1965 : The Rogues (Serie TV), 2 episodios
- 1963 y 1965 : Bob Hope Presents the Chrysler Theatre (Serie TV), 2 episodios
- 1965 : Daniel Boone (Serie TV), 1 episodio
- 1966 : 12 O'Clock High (Serie TV), 1 episodio
- 1966 : Daktari (Serie TV), 1 episodio
- 1966 : Bonanza (Serie TV), 2 episodios
- 1967 : ABC Stage 67 (Serie TV), 1 episodio
- 1967 : Run for Your Life (Serie TV), 1 episodio
- 1968 : Batman (Serie TV), 3 episodios
- 1968 : The Sunshine Patriot (telefilm)
- 1969 : Seven in Darkness (telefilm)
- 1969 : Misión imposible (Serie TV), 2 episodios
- 1969 : The Lonely Profession (telefilm)
- 1969 y 1970 : Audacia es el juego (Serie TV), 2 episodios
- 1971 : El virginiano (Serie TV), 1 episodio
- 1971 : Centro médico (Serie TV), 1 episodio
- 1971 : The Bold Ones: The New Doctors (Serie TV), 1 episodio
- 1971 : Mr. and Mrs. Bo Jo Jones (telefilm)
- 1965 y 1972 : The F.B.I. (Serie TV), 2 episodios
- 1972 : Family Flight (telefilm)
- 1973 : The Letters (telefilm)
- 1973 : Galería Nocturna (Serie TV), 1 episodio
- 1973 : Cannon (Serie TV), 1 episodio
- 1973 : Marcus Welby, M.D. (Serie TV), 1 episodio
- 1974 : La extraña pareja (Serie TV), 1 episodio
- 1975 : Ellery Queen (Serie TV), 1 episodio
- 1975 : Switch (Serie TV), 1 episodio
- 1976 : Kingston: Confidential (Serie TV), 1 episodio
- 1976 : Hawaii Five-O (Serie TV), 1 episodio
- 1976 : Quincy, M.E. (Serie TV), 1 episodio
- 1977 : The Hardy Boys/Nancy Drew Mysteries (Serie TV), 1 episodio
- 1979 : Roots: the Next Generations (Serie TV), 1 episodio
- 1979 : The Tenth Month (telefilm)
- 1979 : The Love Boat (Serie TV), 2 episodios
- 1980 : Matt and Jenny (Serie TV), 1 episodio
- 1983 : The Brass Ring (telefilm)
- 1984 : Tales of the Unexpected (Serie TV), 1 episodio
- 1984 : Hot Pursuit (Serie TV), 12 episodios
- 1986 : The Alan King Show (telefilm)
- 1984 y 1986 : Hotel (Serie TV), 3 episodios
- 1989 : Turn Back the Clock (telefilm)
- 1990 y 1992 : Murder, She Wrote (Serie TV), 2 episodios
- 1993 : Not in My Family (telefilm)
- 1995 : La Niñera (Serie TV), 1 episodio
- 1996 : Roseanne (Serie TV), 1 episodio
- 1997 : Something Borrowed, Something Blue (telefilm)
- 1998 : Vengeance Unlimited (Serie TV), 1 episodio
- 1998 : A Chance of Snow (telefilm)
- 2001 : 100 Centre Street (Serie TV), 1 episodio
- 2002 : The Magnificent Ambersons (telefilm)
- 2002 : The Glow (telefilm)